# Przegląd Wiadomości Agencyjnych
Przegląd Wiadomości Agencyjnych (PWA) – polski tygodnik opozycyjny wydawany w „drugim obiegu” od 1984 do 1990, związany z ruchem „Solidarności”.

## Historia
Pomysłodawcą oraz wydawcą pisma był Andrzej Fedorowicz, który początkowo zamierzał wykorzystywać informacje niezależnych agencji prasowych działających w Warszawie. Ostatecznie jednak PWA zamieszczał przede wszystkim materiały własne. Był drukowany na maszynach offsetowych, ilustrowany fotografiami, cechował się bardzo dobrym, czytelnym drukiem. Pierwszy numer ukazał się z datą 8 listopada 1984, poświęcony był osobie ks. Jerzego Popiełuszki. Łącznie wydano 230 numerów (ostatni z datą 23 marca 1990), początkowo w 500 egzemplarzach, przy maksymalnym nakładzie ok. 30000 egzemplarzy, a po 1989 ok. 5000-7000.

## Redakcja i autorzy
Skład redakcji był płynny. Należeli do niej m.in. byli członkowie redakcji „Tygodnika Wojennego” Stanisława Domagalska i Jan Doktór oraz Jan Bryłowski, Ernest Skalski, Jan Dworak, a następnie także Jerzy Brukwicki (odpowiedzialny za wkładkę „Notatnik kulturalny”), Jacek Maziarski (początkowo stojący na czele Niezależnej Agencji Informacyjnej – jednego z planowanych źródeł informacji dla PWA), Jan Śpiewak, Antoni Pawlak, Grzegorz Eberhardt. Swoje teksty regularnie zamieszczali m.in. Krzysztof Czabański, Wojciech Giełżyński, Konstanty Gebert, Leon Bójko, Jan Walc, Wacław Biały, Jarosław Józef Szczepański, Janusz Jankowiak.
Profesjonalny serwis zdjęciowy tworzyli dla PWA Erazm Ciołek oraz m.in. Anna Beata Bohdziewicz, Jarosław Maciej Goliszewski, Krzysztof Miller, Piotr Wójcik.